# Нуадибу (футбольный клуб)
«Нуадибу» — мавританский футбольный клуб из одноименного города, выступающий в Премьер-лиге, высшем футбольном дивизионе Мавритании. Самый титулованный клуб Мавритании.

## История
Клуб был основан в 1999 году группой молодых людей во главе с Ахмедом Яхьей Ульд Абдеррахманом, который стал первым президентом клуба. Он является действующим президентом FMF Мавританской федерации футбола.
Нуадибу сравнялся с мавританским рекордом по количеству титулов с Гард Насьоналем и Полисом после победы в регулярном чемпионате 2018/19. В этом сезоне команда выиграла чемпионский титул с двумя матчами в запасе после победы над своим местным соперником «АСАК Конкорд».